# Camilla vid skiljevägen
Camilla vid skiljevägen är en kriminalroman av Maria Lang (pseudonym för Dagmar Lange), utgiven första gången 1978 på bokförlaget Norstedts. Romanen har översatts till danska och finska.

## Handling
Christer Wijk har lovat att hålla sig hemma men blir kallad för att utreda ett polismord i Kilsbergen. Under tiden hamnar hustrun Camilla Martin-Wijk mitt i en skumraskhistoria som Christer i det längsta vägrar att ta på allvar.
När Camilla inte dyker upp för att spela på Metropolitan blir det tydligt att något hemskt har hänt. Christer blir utskälld av sin mamma som inte tycker att han är tillräckligt hänsynsfull mot sin fru. Nu måste han inte bara reda ut en brådskande brottsgåta utan även försöka rädda sitt äktenskap.